# Alps Nhật Bản

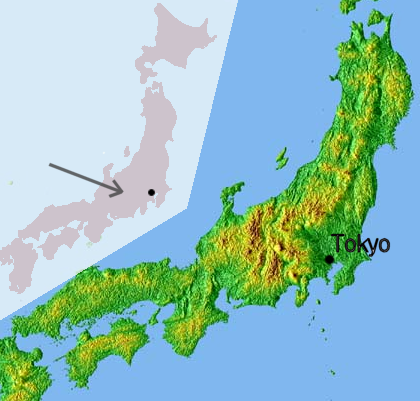
Vị trí của Alps Nhật Bản.

Alps Nhật Bản (tiếng Nhật: 日本アルプス, Romaji: Nihon arupusu) là tên gọi chung cho ba dãy núi ở vùng Chubu trên đảo Honshu của Nhật Bản. Ba dãy núi đó là: Hida (Alps Bắc), Kiso (Alps Trung) và Akaishi (Alps Nam).

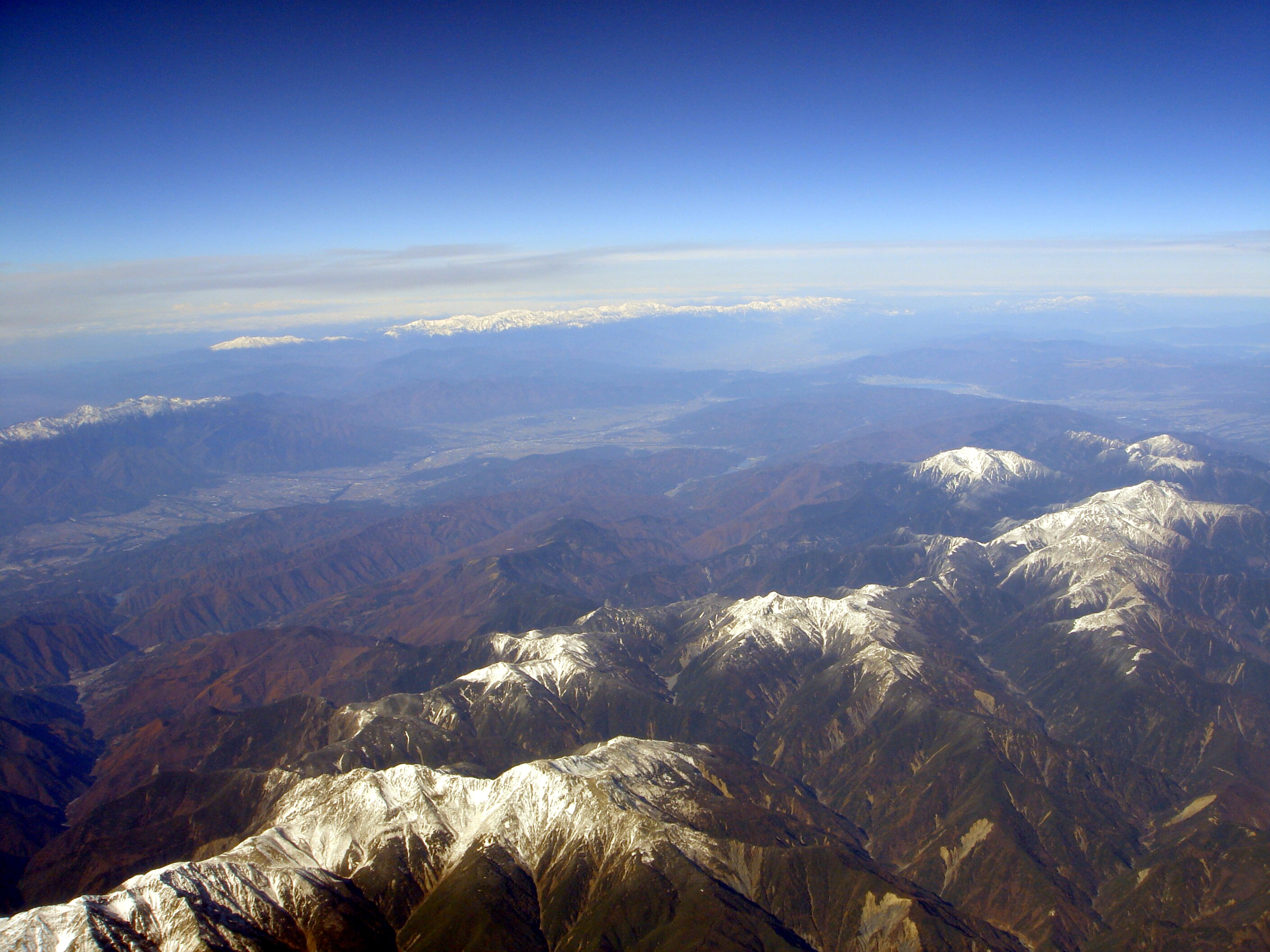
Ảnh chụp Alps Nhật Bản từ trên không chung. Ba dãy núi thành phần của Alps hiện ra. Gần nhất là Akaishi, ở giữa là Kiso, xa nhất là Hida.

Kỹ sư khai mỏ William Gowland (1842-1922) sau khi thám hiểm các dãy núi này thấy có khí hậu alps nên g đặt tên chúng là Japanese Alps (Alps Nhật Bản). Nhà Nhật Bản học Basil Hall Chamberlain (1850-1935) trong trước tác của ông cũng dùng danh từ "Japanese Alps", và từ đó tên gọi này có mặt trên văn bản. Còn nhà truyền đạo Walter Weston (1861-1940) giúp phổ biến danh từ này. Kojima Katsumizu là người đã phân dãy Alps Nhật Bản thành ba phần: Alps Bắc, Alps Trung và Alps Nam.
Dãy Alps Nhật Bản có những đỉnh núi cao trên 3000 mét như đỉnh Hotaka (3190m), đỉnh Kita (3193m), và đỉnh Ontake (3067m). Ontake là một ngọn núi lửa vẫn còn hoạt động. Cao nguyên Kamikochi nằm cạnh núi Hotaka trên dãy Kita là một khu du lịch có khí hậu miền núi thoáng mát nổi tiếng. Sườn phía Nam của Alps Nhật Bản dù có ít sông suối, nhưng vì thấp hơn đường hạn lâm nên cây cỏ phủ xanh thành rừng, đóng góp cho hệ thực vật núi cao rất phong phú.
Sách Cựu Đường thư có kể rằng ở Nhật Bản có dãy núi lớn phân chia nước này thành hai miền Đông và Bắc. Có người cho rằng dãy núi lớn đó chính là dãy Alps Nhật Bản.

## Dãy núi Hida
Dãy Hida (飛騨山脈, Hida Sanmyaku), hay Alps Bắc (北アルプス, Kita Arupusu) ở vùng ráp gianh giữa các tỉnh Nagano, Toyama, Gifu và có một phần trên tỉnh Niigata. Dãy núi này có hình chữ Y, được hình thành vào phân đại Đệ Tam do áp lục dồn nén từ hai phía Đông và Tây. Hida là dãy duy nhất trong ba dãy núi của Alps Nhật Bản có núi lửa.

## Dãy núi Kiso
Dãy Kiso (木曽山脈, Kiso Sanmyaku), hay Alps Trung tâm (中央アルプス, Chūō Arupusu) nằm trên địa phận các tỉnh Gifu và Nagano. Khác với hai dãy núi còn lại, Kiso không có đỉnh nào cao trên 3000m và các mạch núi đều chạy theo một chiều Bắc-Nam. Số lượng chi thực vật hệ núi cao ở đây rất lớn.

## Dãy núi Akaishi
Dãy Akaishi (赤石山脈, Akaishi Sanmyaku âm Hán Việt: Xích Thạch sơn mạch), hay Alps Nam (南アルプス, Minami Arupusu) nằm trên địa phận các tỉnh Nagano, Yamanashi và Shizuoka. Dãy này chạy theo hướng Tây Bắc-Đông Nam. Đại bộ phận dãy này được hình thành trong kỷ Creta, Đại Trung Sinh. Đất trên dãy Akaishi tương đối màu mỡ, nên hệ thực vật rừng rậm và núi cao rất phát triển.